# Misión imposible: nación secreta
Misión imposible: Nación secreta (título original en inglés, Mission: Impossible - Rogue Nation) es una película dirigida por Christopher McQuarrie y escrita por McQuarrie y Drew Pearce. Es la quinta película de la serie de Misión imposible. Está interpretada por Tom Cruise, que vuelve a realizar su papel como el agente Ethan Hunt. Está producida por Tom Cruise, J. J. Abrams y David Ellison de Skydance Productions.
La filmación empezó el 21 de agosto de 2014 en Viena, Austria. La película se estrenó en Estados Unidos por Paramount Pictures el 24 de julio de 2015.

## Argumento
El agente de la Fuerza de Misión Imposible (FMI), William Brandt (Jeremy Renner), dirige a dos miembros de su equipo, Benji Dunn (Simon Pegg) y Luther Stickell (Ving Rhames), en un intento de recuperar un paquete de un avión de carga que está a punto de despegar en Minsk, Bielorrusia. Luther está conectando a Benji con la electrónica del avión pirateando un satélite ruso, lo que probablemente les cause problemas, y Brandt les recuerda que ya están siendo investigados por mala conducta. A medida que el avión llega a la pista, Benji descubre que la mayoría de los sistemas del avión están asegurados: no puede apagar la bomba de combustible, el sistema eléctrico o el sistema hidráulico. En ese momento, el miembro desaparecido del equipo, el agente de la FMI  Ethan Hunt (Tom Cruise), corre sobre una colina junto a la pista y salta al avión, exigiendo que Benji abra la puerta del avión. Para cuando Benji abre la puerta derecha, el avión está arriba y lejos, pero Ethan escapa con el paquete: muchos botes de gas nervioso tóxico, convenientemente preparados para un lanzamiento en paracaídas.
El gas nervioso se vendía a un grupo terrorista, pero ninguna de las personas que lo enviaban desde Bielorrusia tenía los medios para obtenerlo. Ethan está convencido de que este rastro lo llevará al Sindicato (Syndicate), un consorcio internacional criminal que la Agencia Central de Inteligencia (CIA) no cree que exista. Ethan es capturado por el Sindicato y observa con horror cómo un agente del Sindicato mata a su contacto. Se despierta en una cámara de tortura, donde observa cierta discordia: Ilsa Faust (Rebecca Ferguson), agente del sindicato y agente del MI6 desertora, que se prepara para interrogar a Ethan con drogas, se ve obligada a hacerse a un lado por su colega  Janik "Bone Doctor" Vinter (Jens Hultén) . Se llama Bone Doctor y tiene un estuche lleno de instrumentos aterradores para demostrar su derecho al apodo. Ethan escapa con la ayuda de Ilsa, pero ella se niega a ir con él.
Mientras tanto, Brant aparece con el director de la CIA Alan Hunley (Alec Baldwin) y ante un comité de supervisión del Senado dan testimonio ante debido al incidente del Kremlin y el robo de la lista NOC. Brandt debe responder a todas las preguntas negándose a confirmar o negar nada sin el permiso del secretario (de defensa, presumiblemente)... que no puede obtener porque, en este momento, no hay secretario en el cargo. Esto le permite a Hunley salirse con la suya con el comité. A petición suya, la FMI se disuelve y se absorbe en la CIA, lo que garantiza que Ethan, quien Hunley cree que se ha vuelto rebelde, será capturado en el transcurso del día.
Seis meses después, Ethan sigue prófugo. Incapaz de encontrar al Sindicato sin ayuda, recluta a su antiguo colega Benji, quien está feliz de tomarse un descanso de la CIA. Hunley está seguro de que Benji sabe cómo encontrar a Ethan y lo somete a polígrafos semanales (que Benji supera con facilidad). Ethan hace arreglos para que Benji asista a la ópera Turandot en el Teatro Estatal de Viena para buscar a Solomon Lane (Sean Harris), de quien Ethan sospecha que es el líder del Sindicato. Aunque Ethan y Benji frustran a tres francotiradores en la ópera (uno de los cuales es Ilsa), el canciller austriaco (Rupert Wickham) es asesinado por un coche bomba. Ethan le revela a Benji que el Sindicato ha estado asesinando a líderes mundiales menores durante algún tiempo; el asesinato del canciller de Austria es una escalada y una señal de que el Sindicato está saliendo de las sombras.
Brandt recluta a Luther para ayudar a encontrar a Ethan y evitar que la División de Actividades Especiales lo asesine. Usando una imagen de Ilsa dejada por Ethan, Brandt y Luther pueden rastrear a Ethan, Benji y Faust hasta Marruecos, donde se están infiltrando en un servidor seguro debajo de una central eléctrica. Su objetivo es un libro de contabilidad bien protegido que contiene los nombres de todos los agentes del Sindicato e información sobre dónde guarda el dinero el Sindicato. Los tres ejecutan un elaborado plan en el que Ethan casi se ahoga. Después de haber robado lo que ellos creen que es un libro que contiene los nombres de todos los agentes de Sindicato, Faust traiciona a los demás y huye con los datos en una unidad flash USB. Tan pronto como comienza a respirar de nuevo, Ilsa golpea a Benji y toma el camino con el libro mayor. Durante la persecución que siguió, Brandt y Luther alcanzan a Ethan y Benji, mientras que Ilsa se une a un equipo de matones de motocicletas del Sindicato el tiempo suficiente para conseguir su propia motocicleta. Ilsa logra escapar, pero Benji revela que ya había hecho una copia de los datos.
lsa regresa a Londres e intenta pasar el disco que contiene el libro mayor del Sindicato a su controlador, el director del MI6 Attlee (Simon McBurney), quien obliga a Ilsa a regresar al Sindicato y terminar su misión. Ella regresa a Lane, solo para descubrir que Attlee ha borrado el disco, que de hecho contenía una "caja roja" encriptada. Una caja roja es una caja fuerte de datos programada por el gobierno británico; desbloquearlo requiere la biometría del primer ministro. Los exagentes de la FMI se enfrentan a Ilsa, pero cuando los hombres de Lane secuestran a Benji, se les dice a Ethan y compañía que deben entregar una copia descifrada del disco a Lane.
Como parte del plan de Hunt, Brandt revela su ubicación a Hunley. En una subasta de caridad de Londres, Hunley, Brandt y Attlee encierran al primer ministro en un cuarto seguro para protegerlo de Hunt. Attlee se revela a sí mismo que es Hunt disfrazado y le confirma al primer ministro la existencia de Sindicato, un proyecto secreto para realizar misiones sin supervisión. Cuando el verdadero Attlee llega, es obligado por Hunt a admitir que él comenzó el Sindicato sin permiso, y ha estado encubriendo su existencia desde que Lane secuestrara el proyecto y se fuera sin escrúpulos.
Stickell descubre que el archivo contiene realmente el acceso a miles de millones en divisas. Hunt destruye el archivo y le dice a Lane, que memorizó los datos, para obligar a Lane a liberar a Dunn y a Faust, a cambio de lo que sabe. Dunn se escapa con Stickell y Brandt, mientras Ethan y Faust se separan, Vinter y sus hombres los persiguen por las calles de Londres. Faust mata a Vinter en una pelea a cuchillo, mientras Ethan se encuentra con Lane, y lo captura. Lane acaba introducido en una celda anti-balas, gasificado, y puesto a disposición de la policía en un camión.
Hunley y Brandt regresan al comité. Hunley solicita el restablecimiento de la FMI, alegando que quería disolverlo para permitir a Hunt ir de incógnito. Los senadores, aunque escépticos, finalmente están de acuerdo. Brandt entonces felicita a Hunley, quien fue nombrado como nuevo Secretario de la FMI.

## Reparto
| Actor            | Personaje       |
| ---------------- | --------------- |
| Tom Cruise       | Ethan Hunt      |
| Jeremy Renner    | William Brandt  |
| Simon Pegg       | Benji Dunn      |
| Ving Rhames      | Luther Stickell |
| Sean Harris      | Solomon Lane    |
| Rebecca Ferguson | Ilsa Faust      |
| Fernando Abadie  | A400 Pilot      |
| Simon McBurney   | Atlee           |
| Zhang Jingchu    | Lauren          |
| Alec Baldwin     | Alan Hunley     |
| Jens Hultén      | Janik Vinter    |

## Producción

### Preproducción
La película es dirigida por Christopher McQuarrie y Drew Pearce escribirá la película. Paramount Pictures y Skydance Productions han firmado un trato con Tom Cruise para representar su papel de Ethan Hunt. Jeremy Renner regresará como William Brandt. El 13 de noviembre de 2013, se anunció una fecha de estreno para diciembre del 2015.
En noviembre de 2013, Simon Pegg confirmó que realizará su papel como Benji. El 22 de noviembre, el director publicó en Twitter que Robert Elswit sería el director de fotografía para la película. En mayo del 2014, Will Staples anunció que estaba trabajando en un guion para la quinta película. Cruise confirmó que la quinta película se grabaría en Londres. En junio, Renner confirmó su regreso para la película. La película se filmó en Viena antes de trasladarse a Reino Unido.
En julio del 2014, Rebecca Ferguson fue elegida y Alec Baldwin estaba en charlas para la quinta película. Se confirmó a Baldwin como parte del elenco en agosto del 2014, y Ving Rhames fue confirmado para representar su papel como Luther Stickell.
El 5 de septiembre, se anunció que Sean Harris estaba en negociaciones con el estudio para el papel de villano. El 2 de octubre, Simon McBurney se unió al elenco. El 6 de octubre, la actriz Zhang Jingchu se unió a la película.

### Filmación

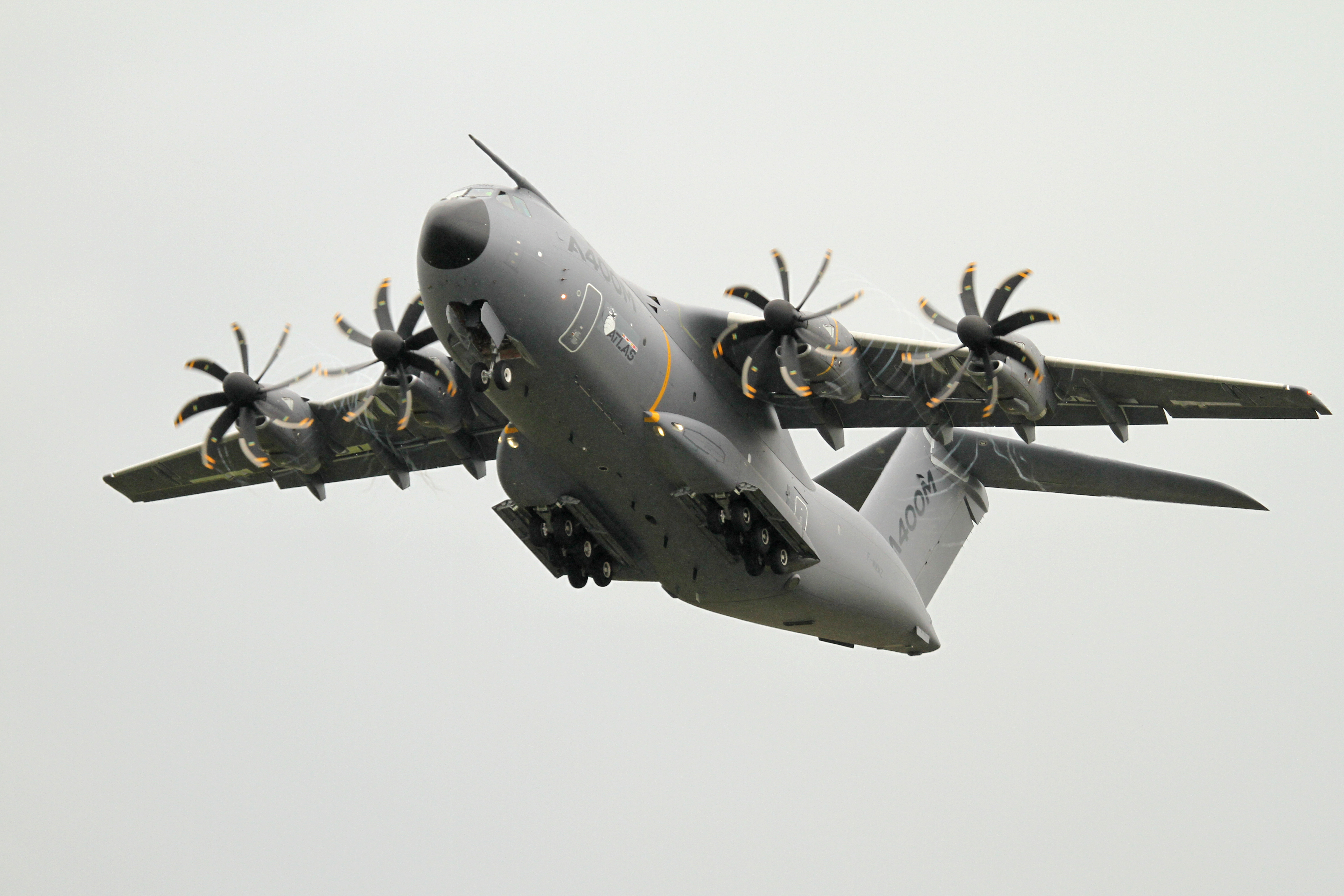
Este Airbus A400M Atlas en particular, registrado como F-WWMZ, se utilizó para filmar la escena de acción en RAF Wittering

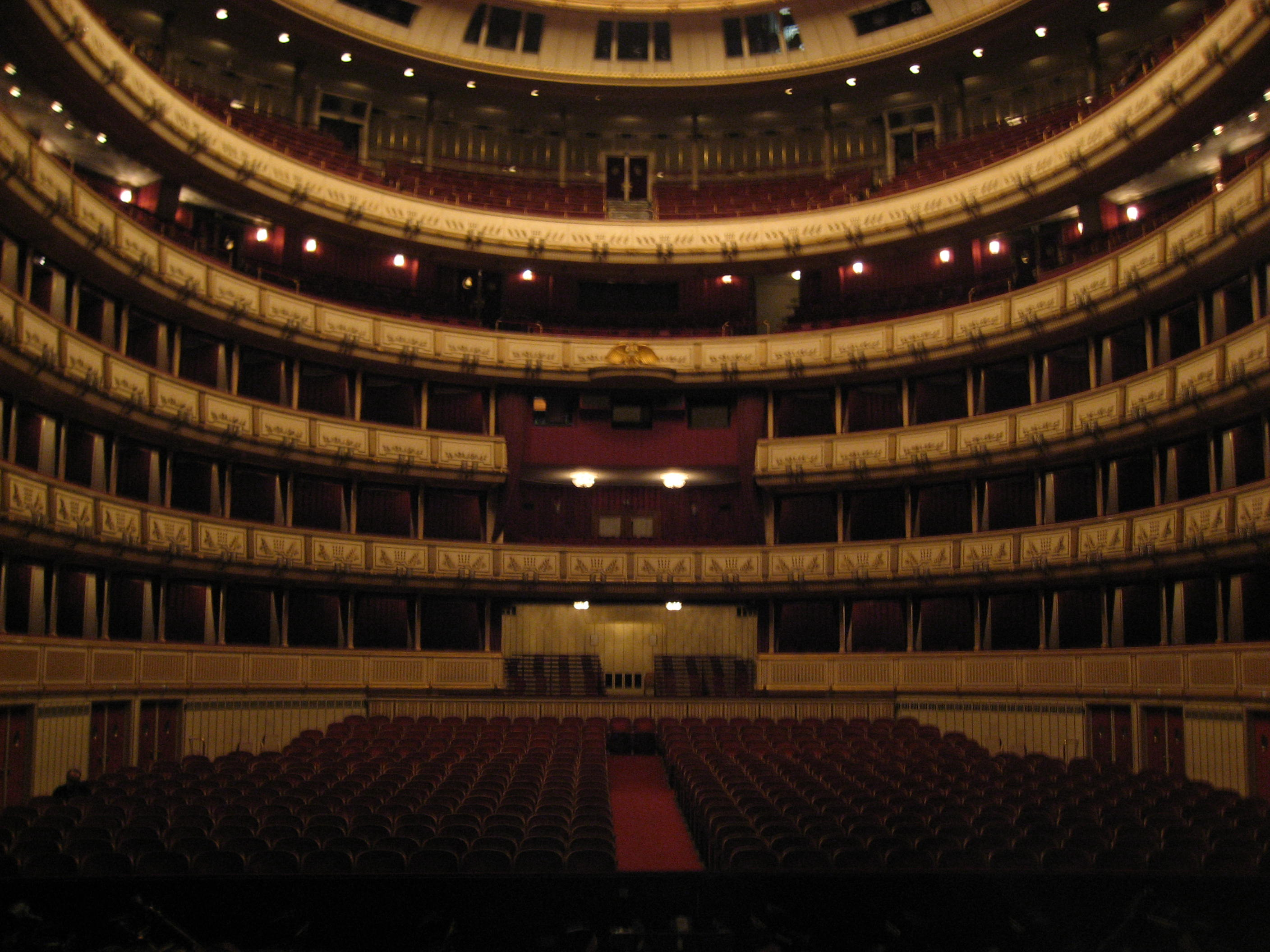
La Ópera Estatal de Viena no fue solo el lugar, también fue el lugar donde tuvo lugar el estreno

La fotografía principal comenzó en agosto de 2014. El 21 de agosto, la producción lanzó sus primeras fotos del set en Viena, Austria. En agosto, los actores Cruise y Pegg, junto con el director Christopher McQuarrie, estaban en Viena, en el metro y en la azotea de la Ópera Estatal de Viena. Después de terminar una semana y media de filmación en Austria, el 30 de agosto, Cruise llegó a la capital de Marruecos, Rabat, para filmar más escenas. Aquí, la autopista de Marrakech estuvo cerrada durante catorce días (del 30 de agosto al 12 de septiembre). Otros lugares de rodaje en Marruecos incluyen Agadir, Rabat y Casablanca. Los días 8 y 9 de septiembre, el rodaje tuvo lugar en el Estadio de Marrakech, que estuvo cerrado ambos días por motivos de filmación, y Qasba de los Udayas, en Rabat.
Después de más de un mes de rodaje en Austria y Marruecos, la filmación se trasladó a Londres el 28 de septiembre. [cita requerida] La filmación de una escena de acción con Ethan Hunt trepando y colgando en un vuelo de un Atlas C1 tuvo lugar en la base aérea RAF Wittering cerca de Stamford. Tom Cruise realizó la secuencia, a veces suspendido en el avión sobre 5000 pies (1524,0 m) en el aire, sin el uso de un doble de acción. Para llevar a cabo este truco en particular, el equipo de producción recibió un período limitado de solo 48 horas. El avión despegó y aterrizó 8 veces antes de que tuvieran la toma perfecta. El 9 de noviembre, comenzó el rodaje en Southampton Water y Fawley Power Station. Tom Cruise se entrenó con el especialista en buceo Kirk Krack para poder contener la respiración durante tres minutos para realizar una secuencia bajo el agua que fue filmado en una sola toma larga sin ninguna edición (aunque la escena de la película se cortó con varios cortes, dando la impresión de que la escena tiene varias tomas). Sin embargo, el coordinador de acrobacias Wade Eastwood afirma que Cruise contuvo la respiración durante poco más de seis minutos.
El 20 de febrero de 2015,  The Hollywood Reporter  dijo que la filmación se detuvo para que McQuarrie, Cruise y una tercera persona desconocida tuvieran tiempo de reelaborar el final de la película. La filmación terminó el 12 de marzo de 2015.

### Música
El 19 de septiembre de 2014, Joe Kraemer fue contratado para componer la banda sonora de la película.

### Banda sonora
La partitura musical para  Mission: Impossible - Rogue Nation  fue compuesta por Joe Kraemer, quien previamente colaboró con el director McQuarrie en  The Way de la pistola  y  Jack Reacher . Kraemer fue anunciado como el compositor de la película en septiembre de 2014. La banda sonora se grabó con pequeñas secciones orquestales en British Grove Studios y con orquesta completa en Abbey Road Studios.
Además de incorporar el material temático de Lalo Schifrin de la serie de televisión a lo largo de la partitura, tres pistas ("Escape to Danger", "A Matter of Going" y "Finale and Curtain Call") interpolan a Puccini  Nessun dorma  aria de su ópera Turandot, presentada en la escena de la ópera. 
La banda sonora física estuvo disponible en La-La Land Records el 28 de julio de 2015, y el álbum digital fue lanzado por Paramount Music el mismo día.

Todas las canciones escritas y compuestas por Joe Kraemer. 
| N.º | Título                             | Duración |  |
| 1.  | «The A400»                         | 6:38     |  |
| 2.  | «Solomon Lane»                     | 4:08     |  |
| 3.  | «Good Evening, Mr. Hunt»           | 2:35     |  |
| 4.  | «Escape to Danger»                 | 2:46     |  |
| 5.  | «Havana to Vienna»                 | 5:13     |  |
| 6.  | «A Flight at the Opera»            | 2:23     |  |
| 7.  | «The Syndicate»                    | 3:44     |  |
| 8.  | «The Plan»                         | 3:21     |  |
| 9.  | «It's Impossible»                  | 1:23     |  |
| 10. | «The Torus»                        | 7:02     |  |
| 11. | «Morocco Pursuit»                  | 2:29     |  |
| 12. | «Grave Consequences»               | 4:12     |  |
| 13. | «A Matter of Going»                | 5:05     |  |
| 14. | «The Blenheim Sequence»            | 4:00     |  |
| 15. | «Audience with the Prime Minister» | 4:23     |  |
| 16. | «This is the End, Mr. Hunt»        | 3:48     |  |
| 17. | «A Foggy Night in London»          | 2:10     |  |
| 18. | «Meet the IMF»                     | 1:47     |  |
| 19. | «Finale and Curtain Call»          | 6:14     |  |

## Estreno
Paramount Pictures fijó fecha para el 25 de diciembre de 2015. En enero de 2015, Paramount Pictures anunció que la película se adelantará al 31 de julio.